# Masashi Kishimoto
Masashi Kishimoto (uprava Okayama , Japan, 8. studenog 1974.), japanski crtač stripa
Autor je popularne mange i animea Naruto. Postao je i mangaka (jap. autor crtanog filma) sa svojim radom Karakuri, koji je 1996. godine predao izadavačkoj tvrtci Shueisha. Početkom 1999. godine, njegov sljedeći rad Naruto izdavan je u tjednom Shonen Jump časopisu. Kishimoto je dobio Hot Step Award, nagradu koju mladim umjetnicima jednom na mjesec dodjeljuje Shone Jump. Masashi također kaže kako je na njega mnogo utjecao Akira Toriyama, autor animea Dragonball.
Njegov brat blizanac, Seishi Kishimoto, također je mangaka i autor mange 666 Satan. Primijećene su sličnosti njihovih radova te su se pojavile optužbe o plagijatu koji je ili Seishi kopirao od svog brata, ili obratno. Seishi je, međutim, u jednoj od svojih manga izdanja napisao kako sličnosti nisu bile namjerne te da je do te zgode vjerojatno došlo zato što su na Masashija i njega utjecale mnoge iste stvari. Nakon nakoliko optužaba, Masashi Kishimoto zamolio je svoje obožavatelje da prestanu govoriti za njegova brata da ga kopira.